# Saverio Indrio
Saverio Maria Indrio (Taranto, 19 giugno 1963 – Roma, 30 giugno 2025) è stato un doppiatore, direttore del doppiaggio e attore italiano.
Fu attivo anche in radio e televisione.

## Biografia
Pugliese di Taranto, iniziò la carriera nel mondo dello spettacolo come musicista, esibendosi come chitarrista classico. Si avvicinò poi al teatro, frequentando La bottega del teatro diretta da Guglielmo Ferraiola e organizzata dal Teatro Abeliano di Bari.
Come interprete teatrale recitò in lavori di Frank Wedekind, Luigi Pirandello, Dario Fo, Gianni Rodari, Oscar Wilde, Anton Čechov.
Fra gli attori da lui doppiati, Dwayne Johnson e Kevin McNally. Indrio tuttavia doppiò soprattutto diversi personaggi dei cartoni animati: fu la voce italiana di Avery Bullock dall'ottava alla ventesima stagione di American Dad!, dopo la morte di Sergio Tedesco. Ha anche doppiato James Sullivan in Monsters University, in sostituzione di Adalberto Maria Merli (essendo il prequel di Monsters & Co.). Ne I Simpson fu la voce del Sindaco Quimby, dalla quinta alla settima stagione e dalla ventiquattresima alla trentaseiesima stagione, in sostituzione di Fabrizio Temperini.
Dal 2011 al 2021 doppiò William H. Macy nella serie televisiva Shameless.
È morto a Roma il 30 giugno 2025, all'età di 62 anni.

## Doppiaggio

### Cinema
- Dwayne Johnson in G.I. Joe - La nascita dei Cobra, Viaggio nell'isola misteriosa, G.I. Joe - La vendetta, Hercules - Il guerriero, Fast & Furious 7, San Andreas, Jem e le Holograms, Fast & Furious 8, Baywatch, Jumanji - Benvenuti nella giungla, Rampage - Furia animale, Skyscraper, Una famiglia al tappeto, Fast & Furious - Hobbs & Shaw, Jumanji: The Next Level, Jungle Cruise,  Red Notice, Black Adam, Fast X, Uno Rosso
- Kevin McNally in Conspiracy - Soluzione finale, Johnny English, La maledizione della prima luna, Pirati dei Caraibi - La maledizione del forziere fantasma, Pirati dei Caraibi - Ai confini del mondo, Pirati dei Caraibi - Oltre i confini del mare, Pirati dei Caraibi - La vendetta di Salazar
- Erik Aadahl in Transformers, Transformers - La vendetta del caduto, Transformers 3, Transformers 4 - L'era dell'estinzione, Transformers - L'ultimo cavaliere
- Jimmy Smits in Star Wars - Episodio II - L'attacco dei cloni, Star Wars - Episodio III - La vendetta dei Sith, Rogue One: A Star Wars Story
- Harry Lennix in Ray, State of Play, L'uomo d'acciaio, Batman v Superman: Dawn of Justice, Zack Snyder's Justice League
- Ray Stevenson in Divergent, The Divergent Series: Insurgent, The Divergent Series: Allegiant
- Liev Schreiber in Hurricane - Il grido dell'innocenza, Hamlet 2000, Comic Movie
- Brett Cullen in The Burning Plain - Il confine della solitudine, Il cavaliere oscuro - Il ritorno
- Peter Stormare in Lo smoking, The Killing Room, Hansel & Gretel - Cacciatori di streghe
- Michael Kitchen in Goldeneye, Il mondo non basta, Rapimento e riscatto
- Anthony LaPaglia in The Bank - Il nemico pubblico n. 1, Lantana
- Kelsey Grammer in I mercenari 3, Cattivi vicini 2
- Michael Nyqvist in Abduction - Riprenditi la tua vita, John Wick
- Tim Curry in Scary Movie 2, Bailey - Il cane più ricco del mondo
- Jeffrey Dean Morgan in Motel Woodstock, The Possession
- Linden Ashby in Purple Hearts, Teen Wolf - Il film
- Jamie Foxx in Appuntamento con l'amore
- Timothy Dalton in Looney Tunes: Back in Action
- Ron Perlman in Blade II, Stonewall
- Ralph Fiennes in The Hurt Locker
- Jeremy Northam in The Statement - La sentenza
- Anthony Head in Percy Jackson e gli dei dell'Olimpo - Il mare dei mostri
- Stephen Collins in I tre marmittoni
- Harland Williams in Supercuccioli - Un'avventura da paura![5]
- Diedrich Bader in Angry Games - La ragazza con l'uccello di fuoco
- Isaiah Washington in Fino a prova contraria
- Michael Biehn in Take Me Home Tonight
- Vincent Riotta in Shadow Man - Il triangolo del terrore
- Steve Coogan in Quell'idiota di nostro fratello
- Thomas Haden Church in La rapina
- Mark Strong in The Martins, Babylon A.D.
- Kim Kold in Fast & Furious 6
- Alan Rickman in Bob Roberts
- Peter Dinklage in Lassie
- Andrew Dice Clay in Un corpo da reato
- Tzi Ma in Rush Hour - Due mine vaganti
- Ray Liotta in Narc - Analisi di un delitto
- Hugh Laurie in Il volo della fenice
- Cotter Smith in X-Men 2
- Gary Sweet in Two Mothers
- Oleg Shtefanko in Duplicity
- Timothy Spall in Nicholas Nickleby
- Vinnie Jones in Codice: Swordfish
- Martin Donovan in Il delitto Fitzgerald
- Ray Winstone in Zona di guerra
- Michael Madsen in Fall - Il prezzo del silenzio
- Tate Donovan in Manchester by the Sea
- Delroy Lindo in Point Break
- Eric Roberts in Sanctimony
- Tony Leung Ka Fai in Detective Dee e il mistero della fiamma fantasma
- J. K. Simmons in Alieni in soffitta
- George Dzundza in Basic Instinct (ridoppiaggio)
- Val Bisoglio in La febbre del sabato sera (ridoppiaggio)
- Al Lettieri in Il padrino (ridoppiaggio)
- Robert Harper e Marty Licata in C'era una volta in America (ridoppiaggio)
- Spencer Garrett in Yes Man
- Sean Pertwee in Dog Soldiers
- Ilia Volok in C'era una volta a New York
- David Warshofsky in Taken 3 - L'ora della verità
- Robert Clohessy in The Wolf of Wall Street
- Wayne Pére in Capone
- Charles Mayer in Ip Man 2
- Luc Leestemaker in Un fantasma per amico
- Raoul Trujillo in Blue Beetle
- Jeff Mirza in What's Love?
- Brad Garrett in Una notte al museo 2 - La fuga

### Film d'animazione
- Edward in Ritorno all'Isola che non c'è
- Fulmine in La carica dei 101 II - Macchia, un eroe a Londra
- Alameda Slim in Mucche alla riscossa
- Professor Utonium in Le Superchicche - Il film
- Ordonez in El Cid - La leggenda
- Re Nettuno in SpongeBob - Il film
- Jackson in Bee Movie
- Il Cancelliere in Due leoni per un trono
- Il senatore in Space Chimps - Missione spaziale
- Narratore in Fantasia (doppiaggio del 2010)
- Noctus in Il regno di Ga'Hoole - La leggenda dei guardiani
- Bill Shakespeare in Gnomeo e Giulietta
- Zio Deadly in I Muppet
- Presidente Johnson in Eco Planet - Un pianeta da salvare
- James Sullivan in Monsters University
- Palaeotherium e Dodo in L'era glaciale
- Obelix in Asterix e il regno degli dei
- Leone in Ooops! Ho perso l'arca...
- Tony Dean in Barry, Gloria e i Disco Worms
- Race Bannon in Tom & Jerry: Operazione spionaggio[6]
- Lyle in Pupazzi senza gloria
- Professor Bennett ne Il diario di Barbie
- Joseph Malchovich in Lupin III - Tutti i tesori del mondo
- Agente Z/ Warp Darkmatter in Buzz Lightyear da Comando Stellare - Si parte!
- Ehl ne I Lunes e la sfera di Lasifer
- Corsaro Zero ne Gli Straspeed a Crazy World
- Mr. Satan nei Film di Dragon Ball (1ª edizione)
- Duke in Arctic - Un'avventura glaciale
- Piccadilly in Curioso Come George 2: Missione Kayla
- Max in Maurice - Un topolino al museo
- Cosmo in IF - Gli amici immaginari
- Gimon (voce adulta) in Tu sei al di là - Over the Sky
- Luigi XVI in Le rose di Versailles - Lady Oscar

### Serie televisive
- Tom Amandes in Everwood, Private Practice, Grey's Anatomy, Eastwick, No Ordinary Family, Fairly Legal, Non fidarti della str**** dell'interno 23, Parenthood
- Kevin Tod Smith in Hercules, Xena - Principessa guerriera, Young Hercules
- Brad Garrett in Til Death - Per tutta la vita, Ricomincio... dai miei
- Benjamin Bratt in Private Practice, Andor
- Jimmy Smits in Obi-Wan Kenobi, East New York
- Dwayne Johnson in Young Rock, Mr. McMahon
- Rocky Carroll in NCIS - Unità anticrimine
- Robert Gant in K.C. Agente Segreto
- William H. Macy in Shameless
- Gary Busey e Hulk Hogan in Renegade
- Michael Ironside e Clarence Williams III in Walker Texas Ranger
- Ted Danson in Damages
- Tom Virtue in Even Stevens
- Latham Gaines in Power Rangers Dino Thunder
- Mikael Persbrandt in Sex Education
- Martin Donovan in Boss
- Linden Ashby in Teen Wolf
- Xander Berkeley in 24
- Sean Cameron Michael in Black Sails
- Patrick Cassidy in Smallville
- Bryan Batt in Mad Men
- Denis Leary in Rescue Me
- Robert Knepper in Carnivàle
- Stefán Karl Stefánsson in Lazy Town
- Adam Arkin in Sons of Anarchy
- Ray Stevenson in Dexter
- Byron Mann e Dean McKenzie in Arrow
- Timothy Omundson in Supernatural
- Liev Schreiber in CSI - Scena del crimine
- Erik Estrada in Fallout
- Tony Pitts in Peaky Blinders
- Narratore in Indagini ad alta quota

### Serie animate
- Brontolo ne I 7N
- Warp Darkmatter/Agente Z in Buzz Lightyear da Comando Stellare
- Baileywick in Sofia la principessa
- Lo specchio magico in House of Mouse - Il Topoclub
- Chuck Berost in The Looney Tunes Show
- Steve Barkin in Kim Possible
- Bail Organa in Star Wars: The Clone Wars, Star Wars Rebels
- Hak Foo in Le avventure di Jackie Chan
- Professor Utoniun (2ª voce) in Le Superchicche
- Joe Quimby (2ª e 5ª voce) in I Simpson
- Ammiraglio Zhao in Avatar - La leggenda di Aang
- Pancrazio Sonsazio (1ª voce) in Uffa! Che pazienza
- Guardia in Frog
- Mysterio in Spider-Man - L'Uomo Ragno
- Devimon in Digimon Adventure
- Kreighton in Kim
- Charles in Eureka Seven
- Kraken in Scan2Go
- Doug Dimmadome (2ª voce), DJ Doppia T e Hank il rinoceronte in Due fantagenitori
- Master Moo e Capitano Jim in Monster Rancher
- Dark Gat in Swat Kats
- Pug in La carica dei 101 - La serie
- Frederick Little in Stuart Little
- Avery Bullock (2ª voce) in American Dad! (st. 8-20)
- Boris in Gli Astromartin
- Lessard in Looped - È sempre lunedì
- Zekua Melon, Goldmine in Fairy Tail
- Re degli Abissi in One-Punch Man
- Long John Silver ne L'isola del tesoro
- Victor Falco/Re dei topi in Teenage Mutant Ninja Turtles - Tartarughe Ninja
- Voce narrante in Il trenino Thomas
- Falcon Sepolcri in DuckTales
- Edo in Ultraman
- Ra in Samurai Jack
- Voce narrante in I fratelli Koala
- Sporty in Little Robots
- Zoolan Rice in Inazuma Eleven
- Re del Mondo Altrove in Battle Spirits - Dan il Guerriero Rosso
- Pupazzo di Neve/Velvet Vic in Leone il cane fifone
- Zombozo in Ben 10 (2016)
- Nick Fury in Avengers - I più potenti eroi della Terra
- Dicko in Love, Death & Robots
- Keith Shadis in L'attacco dei giganti
- Takeshi Oii in Death Note
- William Baines in Devil May Cry
- Nevino (3ª voce) in Dottoressa Peluche
- Man-At-Arms in Masters of the Universe: Revelation
- Il Duca in Solar Opposites
- James Sullivan in Monsters & Co. la serie - Lavori in corso!
- Re Randor in He-Man and the Masters of the Universe
- Armand Alea in Spike Team
- Agente callosiano in Secret Level

### Videogiochi
- Garibaldi ne La carica dei 102: Cuccioli alla riscossa (2000)[7]
- DJ in Topolino Prescolare (2002)[8]
- Il Bue in Epic Mickey 2: L'avventura di Topolino e Oswald (2012)[9]
- James "Sully" Sullivan e Joshamee Gibbs in Disney Infinity (2013)[10]
- Phil Braddock in Lost Planet 3 (2013)[11]
- Rocket in Disney Infinity 2.0 (2014)[12] e Disney Infinity 3.0 (2015)[13]
- Fondazione in Fortnite Battle Royale (2017)[14]
- Crispin Weyland in Cyberpunk 2077 (2020)[15]
- Kue in Horizon Forbidden West (2022)[16]
- Grock in Star Wars Jedi: Survivor (2023)[17]
- Capitano Philippe e falegname amico di Eloise in Final Fantasy XVI (2023)[18]
- Voce narrante in Disney Illusion Island (2023)[19]
- Jackal Mabuza in Call of Duty: Black Ops Cold War (2020)[20]

### Programmi televisivi
- Jeremy Wade in River Monsters, Monster Rivers, River Monsters: mondi sommersi, River Monsters: World Tour, River monsters: misteri dagli abissi, Avventure estreme con Jeremy Wade
- Gus Gregory in Affari al volante
- Marty Raney in Vado a vivere nel bosco
- Voce narrante in Quei secondi fatali (1ª stagione), Cose di questo mondo e Indagini ad alta quota
- Voce narrante di Geo, La grande storia, Il magico mondo degli animali, Tik Tak Tok…, Ulisse - Il piacere della scoperta (fino al 2019)

## Filmografia

### Cinema
- Le faremo tanto male, regia di Pino Quartullo (1998)
- Trê - Sé - Shalosh, regia di Elisabetta Minen e Yassine Marco Marroccu (2011)
- Three the movie, regia di Elisabetta Minen e Yassine Marco Marroccu (2017)

### Televisione
- Provaci ancora prof!, episodio Una piccola bestia ferita (2005)
- Ricomincio da me (2005) - miniserie televisiva

## Documentari scientifici
- Ulisse - Il piacere della scoperta: voce fuori campo (2008-2018)
- La Via delle Ciminiere- regia di Fabio Mancuso (2023)
- Il magico mondo degli animali (1998-1999)